# Crossomys moncktoni
Crossomys moncktoni är en gnagare i familjen råttdjur som lever på Nya Guinea.

## Beskrivning
Arten är den enda i sitt släkte och förekommer i bergstrakter i Nya Guineas centrala och östra delar, vanligen mellan 1 200 och 3 500 meter över havet. Habitatet utgörs av skogar där den oftast vistas i vattendrag.
Kroppslängden är 18 till 20 cm och därtill kommer en 21 till 26 cm lång svans. Vikten av en upphittad hona var 165 gram. Pälsen är på ovansidan gråbrun och på undersidan gulaktig. Liksom vattennäbbmusen har den borst vid svansens undersida för att styra i vattnet. Andra anpassningar till livet i vatten är en vattentät päls, simhud mellan tårna och förminskade ögon samt öron. Yttre öron finns, trots det engelska namnet earless water rat.
Födan utgörs av insekter, blötdjur och små vattenlevande ryggradsdjur. Honor föder vanligen ett ungdjur per kull.
Crossomys moncktoni jagas i mindre utsträckning för köttets skull och hotas något av skogsdrift. IUCN antar att arten är mera vanlig än hittills känt och listar Crossomys moncktoni som livskraftig (LC).